# Gare de Ferrières - Fontenay
Ne doit pas être confondu avec Gare de Ferrière-la-Grande ou Gare de Gournay - Ferrières.
La gare de Ferrières - Fontenay est une gare ferroviaire française de la ligne de Moret - Veneux-les-Sablons à Lyon-Perrache. Elle est située sur le territoire de la commune de Fontenay-sur-Loing, à proximité de Ferrières-en-Gâtinais, dans le département du Loiret, en région Centre-Val de Loire.
Mise en service en 1858 par la Compagnie des chemins de fer de Paris à Lyon et à la Méditerranée (PLM), c'est un point d'arrêt non géré de la Société nationale des chemins de fer français (SNCF), desservie par les trains de la ligne R du Transilien.

## Situation ferroviaire
Établie à 76 mètres d'altitude, la gare de Ferrières - Fontenay est située au point kilométrique (PK) 107,257 de la ligne de Moret - Veneux-les-Sablons à Lyon-Perrache, entre les gares ouvertes de Dordives et de Montargis, avant laquelle s'intercale la gare fermée de Cepoy,.

## Histoire

### Gare PLM (1860-1937)
La gare de Ferrières - Fontenay est mise en service le 14 août 1860 par la Compagnie des chemins de fer de Paris à Lyon et à la Méditerranée (PLM), lorsqu'elle ouvre à l'exploitation les 51 km de la première section de sa ligne Paris-Lyon par le Bourdonnais. La gare est établie à un kilomètre du bourg de Ferrières. Elle dispose d'un bâtiment voyageurs sans étage, distinct de celui abritant le logement du chef de gare.
En 1911, la gare figure dans la Nomenclature des gares stations et haltes du PLM. C'est une gare de la ligne PLM de Moret-les-Sablons à Nimes, située entre la station de Dordives et la station de Cepoy. C'est une gare ouverte au service complet de la grande et de la petite vitesse.

La gare PLM au début des années 1900
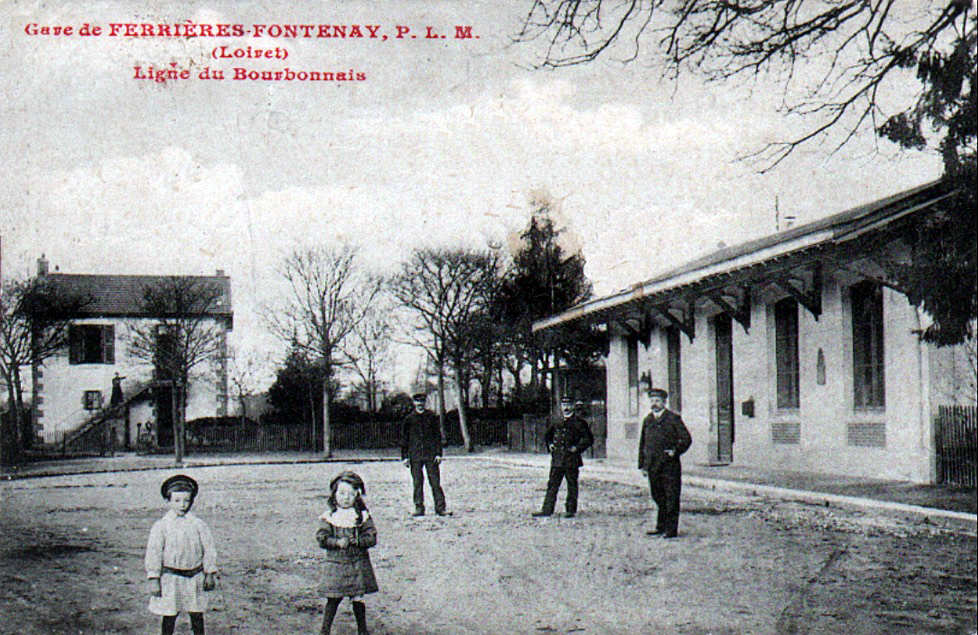
BV et logement du chef de gare.
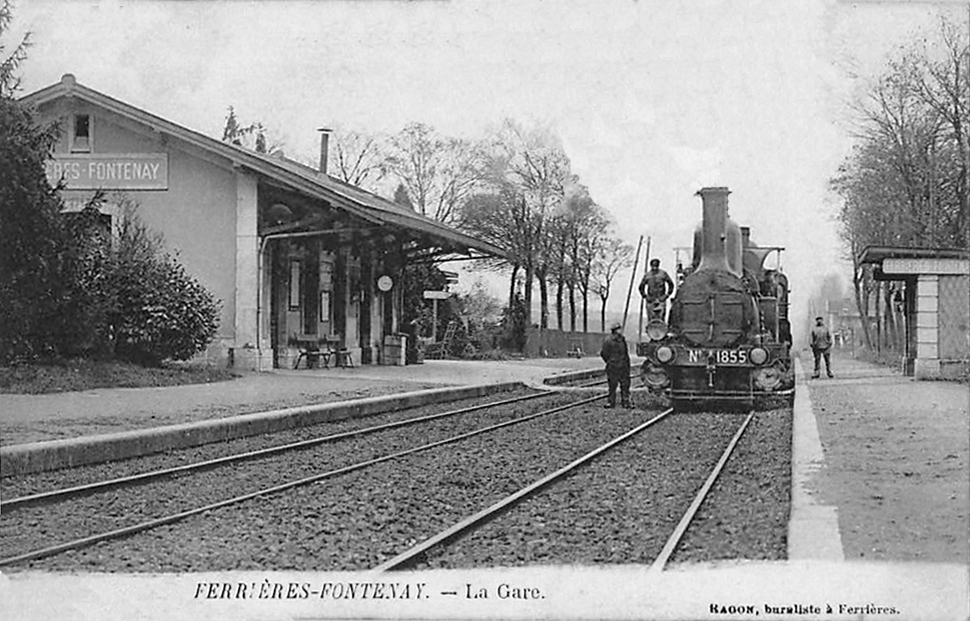
Locomotive 030 PLM n°1855.
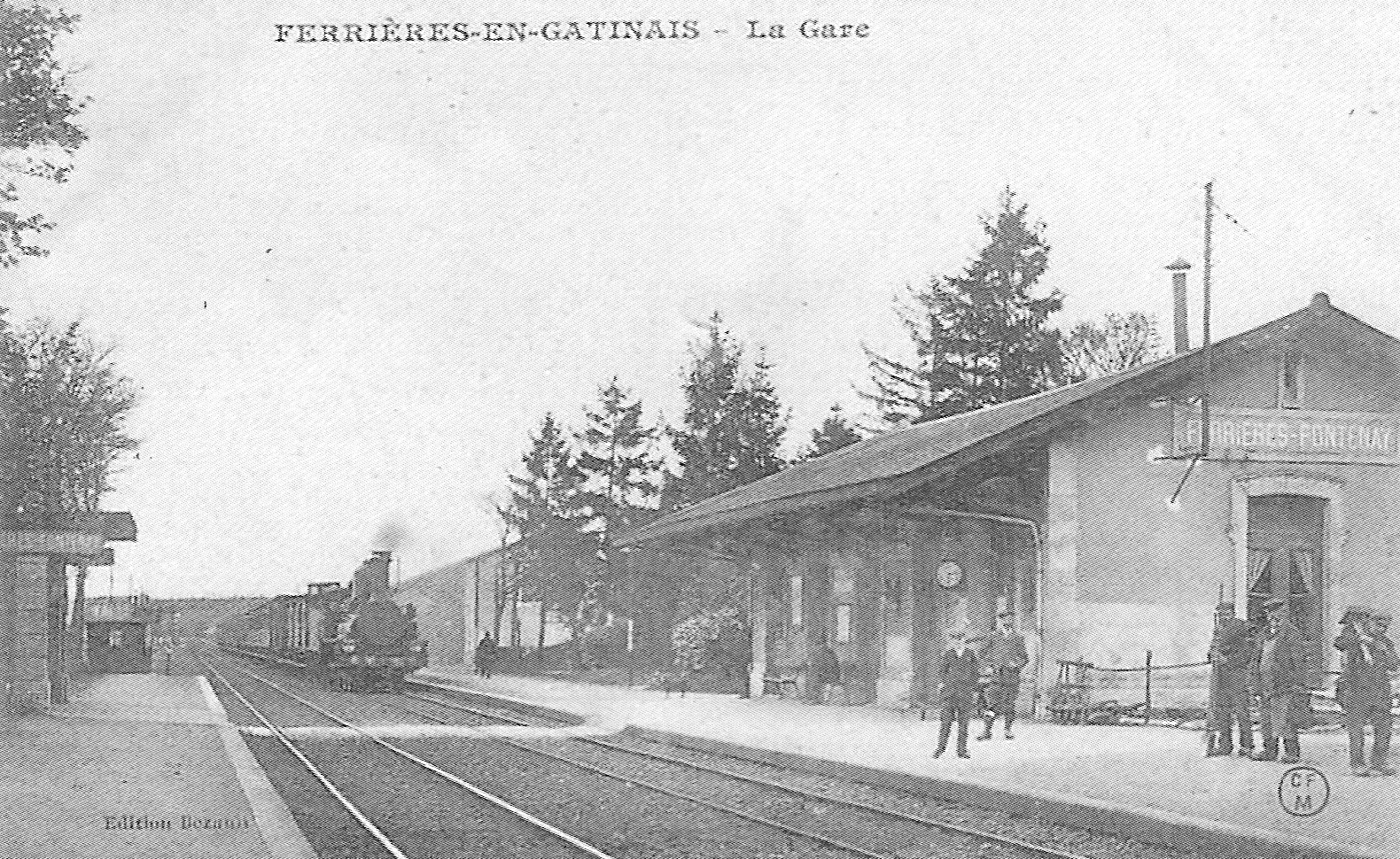
Vue d'ensemble de la gare.

### Gare SNCF (depuis 1938)
Dans les années 2010, la gare est desservie de manière irrégulière et risque la fermeture si ses quais courts ne sont pas mis aux normes (allongement et rehaussement), la population et les élus locaux se mobilisent pour obtenir son réaménagement. La convention de financement est signée le 13 avril 1918, et Le chantier, d'un cout de 1,6 million d'euros répartis : « 140.000 du conseil départemental, 80.000 de la CC4V et 80.000 de la commune de Fontenay-sur-Loing », doit être réalisé avant le mois de décembre. Avec un léger retard, la gare est remise en service, le 9 décembre 2018, avec une desserte quotidienne d'une vingtaine de trains transiliens.

## Fréquentation
De 2015 à 2022, selon les estimations de la SNCF, la fréquentation annuelle de la gare s'élève aux nombres indiqués dans le tableau ci-dessous.
| Année     | 2015   | 2016   | 2017   | 2018   | 2019   | 2020   | 2021   | 2022   |
| --------- | ------ | ------ | ------ | ------ | ------ | ------ | ------ | ------ |
| Voyageurs | 40 794 | 36 797 | 35 639 | 32 070 | 36 147 | 21 354 | 29 178 | 38 200 |

## Service des voyageurs

### Accueil
C'est une halte ferroviaire sans personnel disposant de deux quais avec bancs et abris. Le passage d'un quai à l'autre s'effectue par la traversée directe des voies au moyen d'un passage planchéié prévu à cet effet. Lorsqu'un train approche, des signaux rouges clignotants interdisent la traversée.

### Desserte
Ferrières - Fontenay est desservie par les trains de la ligne R du Transilien (réseau Paris Sud-Est) circulant entre Paris-Gare-de-Lyon et Montargis, au rythme d'un par heure et par sens, toute la journée, tous les jours.

Installations
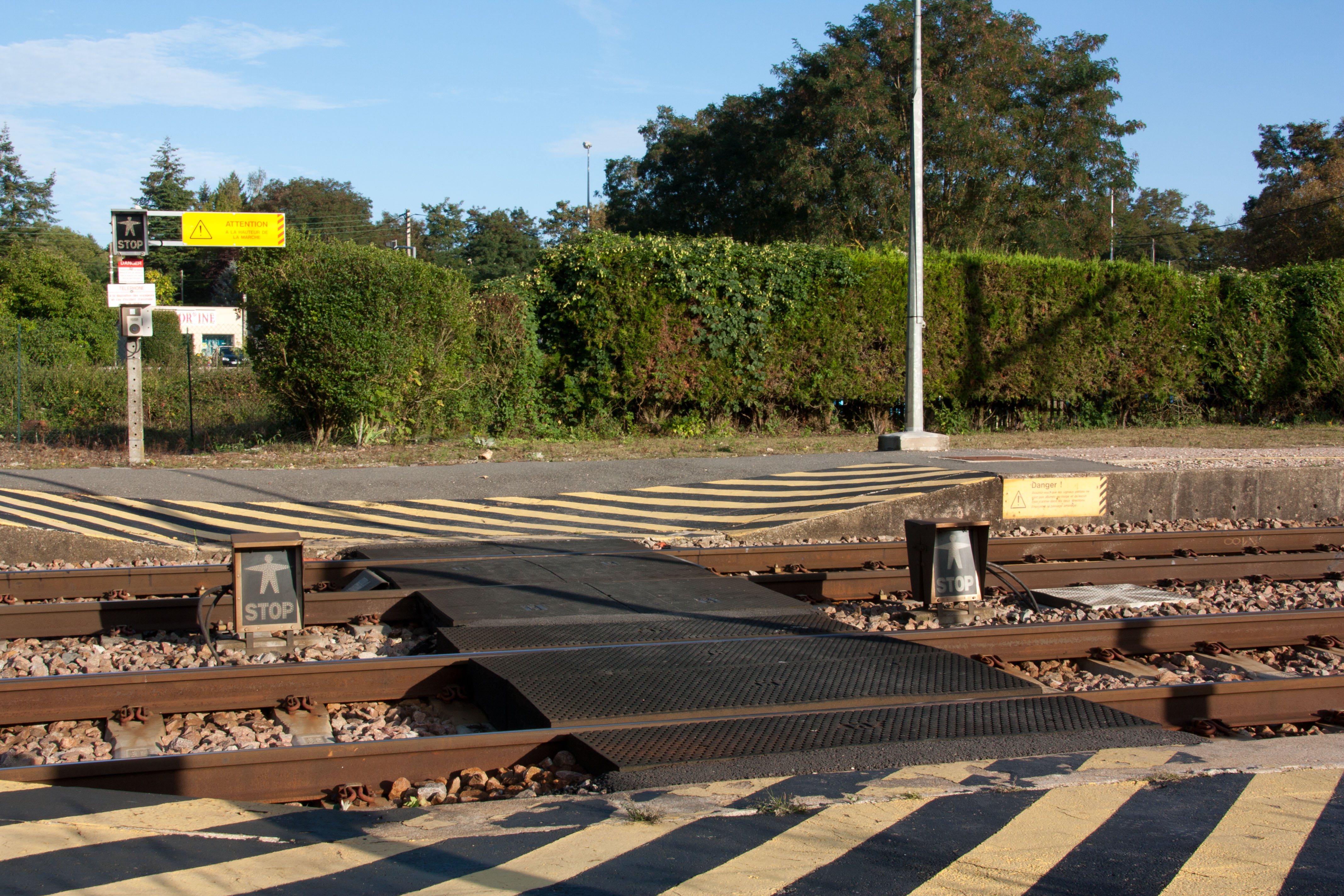
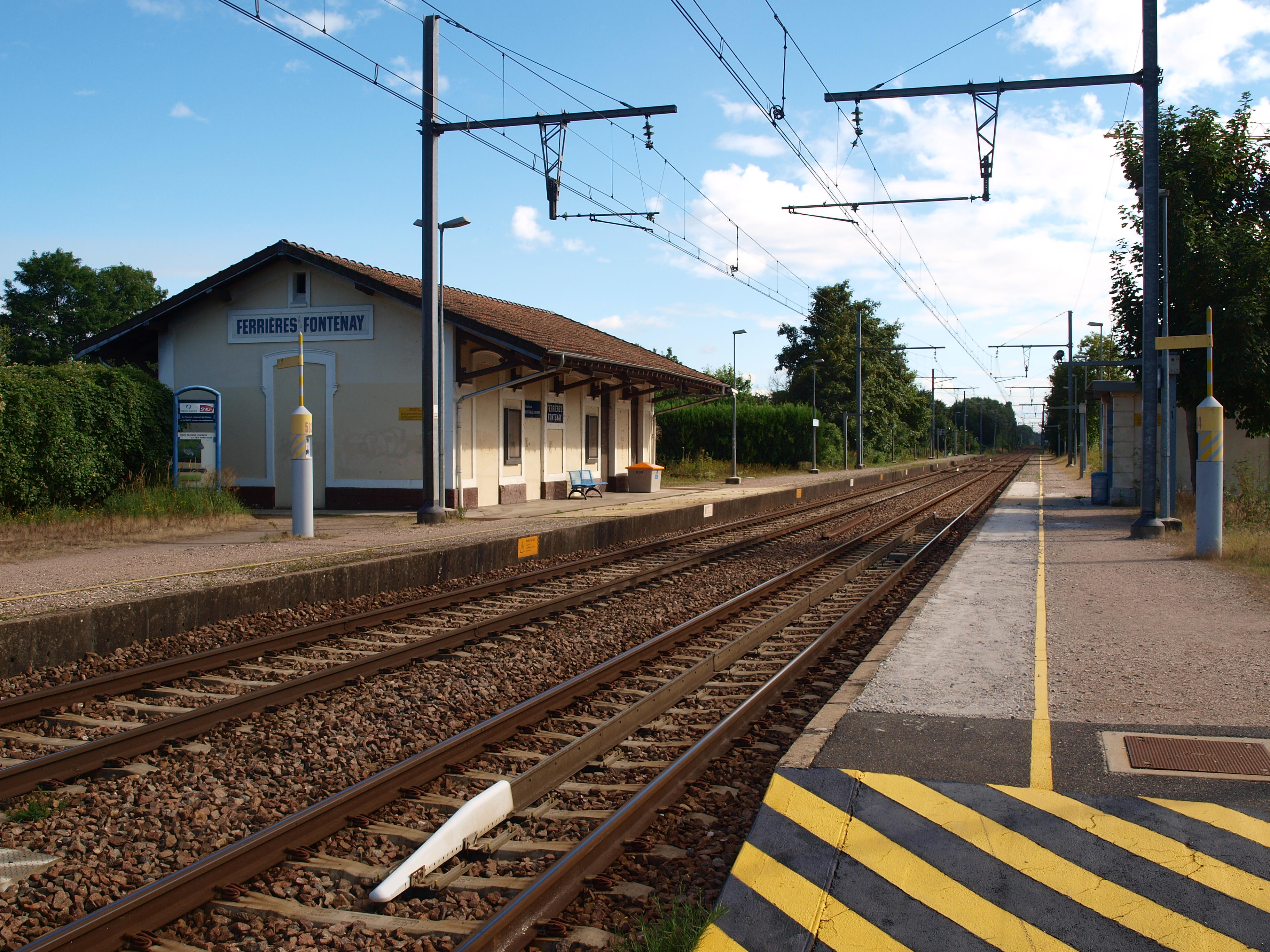
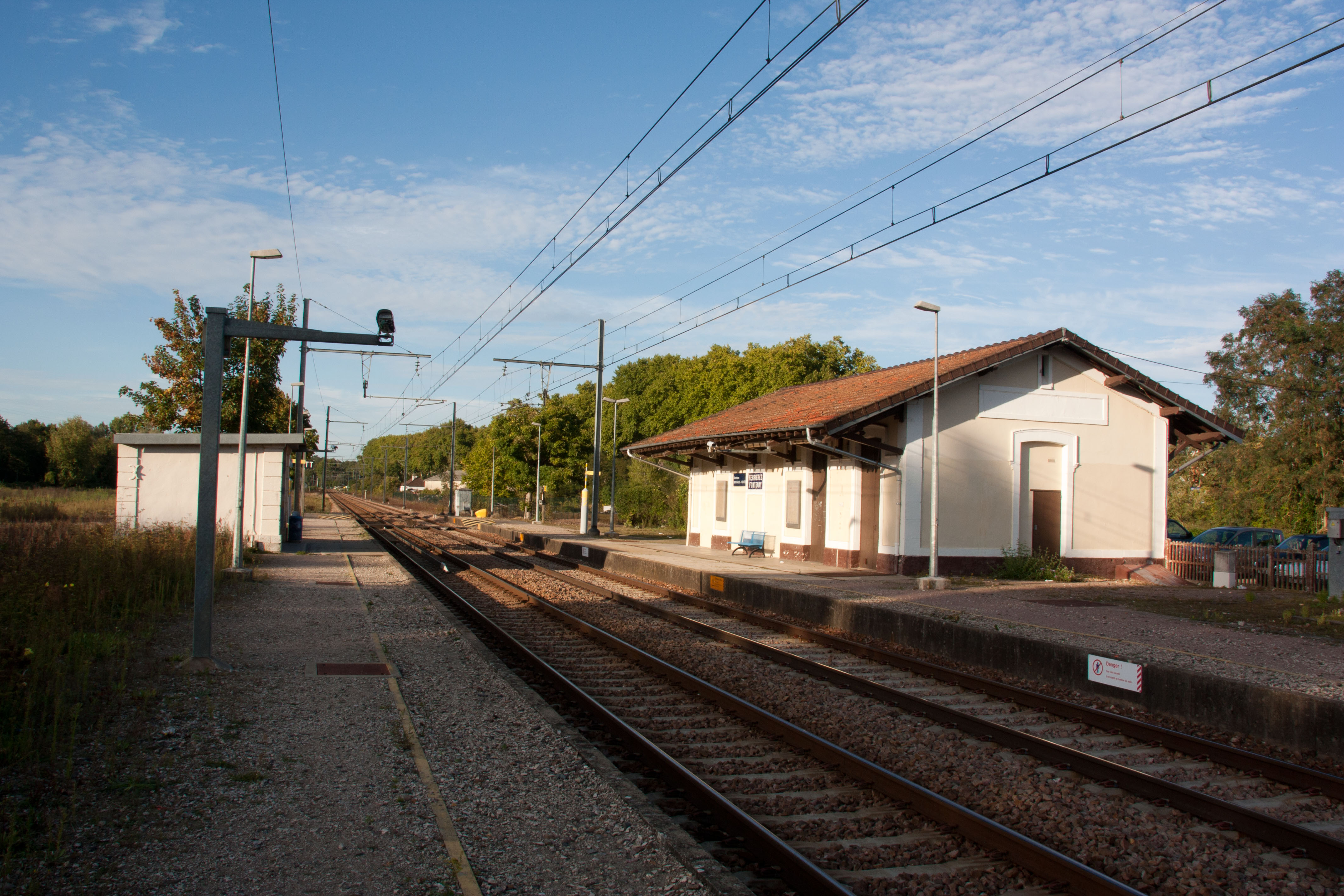

### Intermodalité
Le stationnement de véhicules est possible dans la cour de la gare.

## Patrimoine ferroviaire
Le bâtiment voyageurs du PLM de 1860, fermé au service ferroviaire, est toujours présent sur le site. À l'intérieur, des installations électriques sont conservées.

Bâtiment voyageurs du PLM de 1860
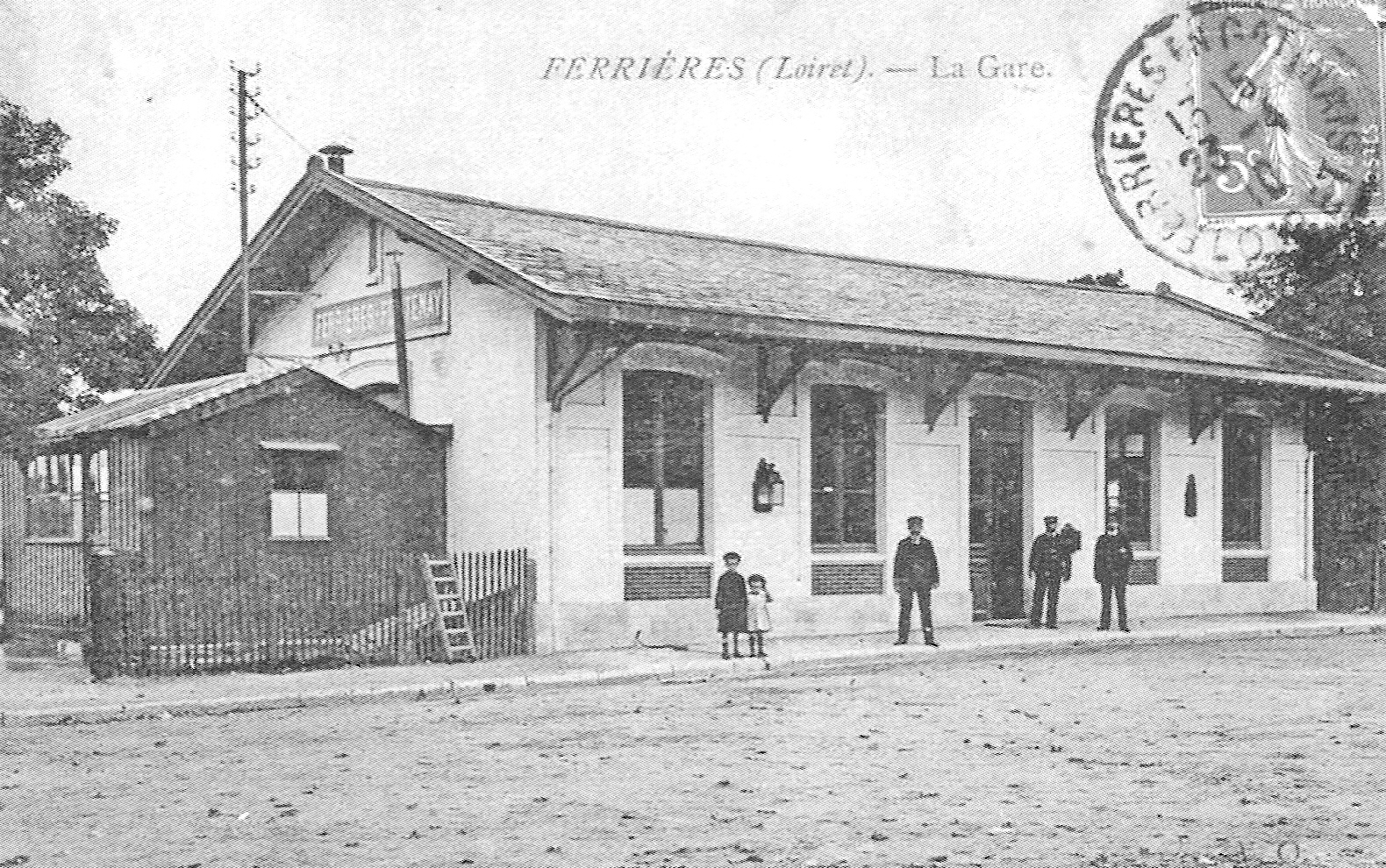
Vers 1900.
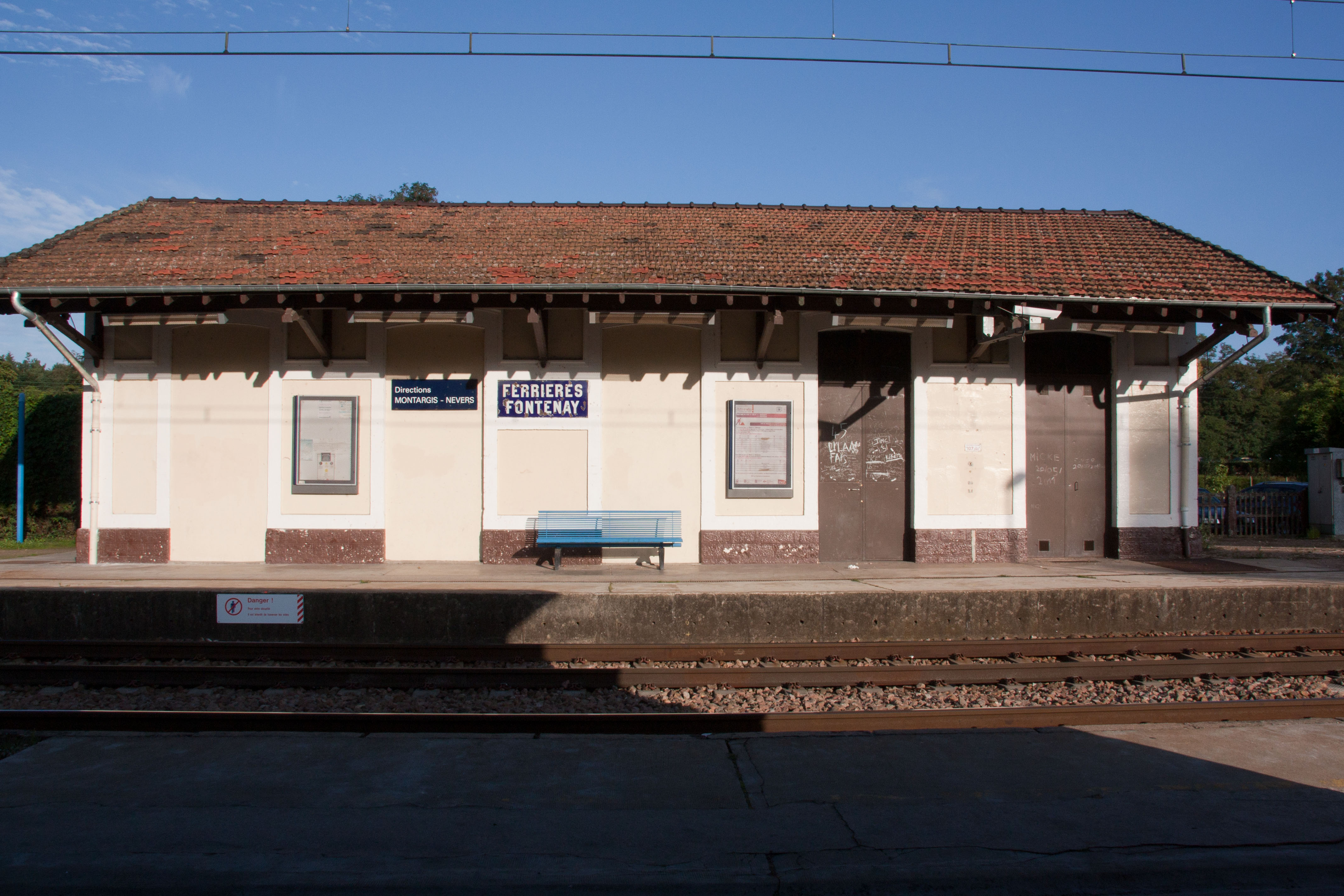
2011.
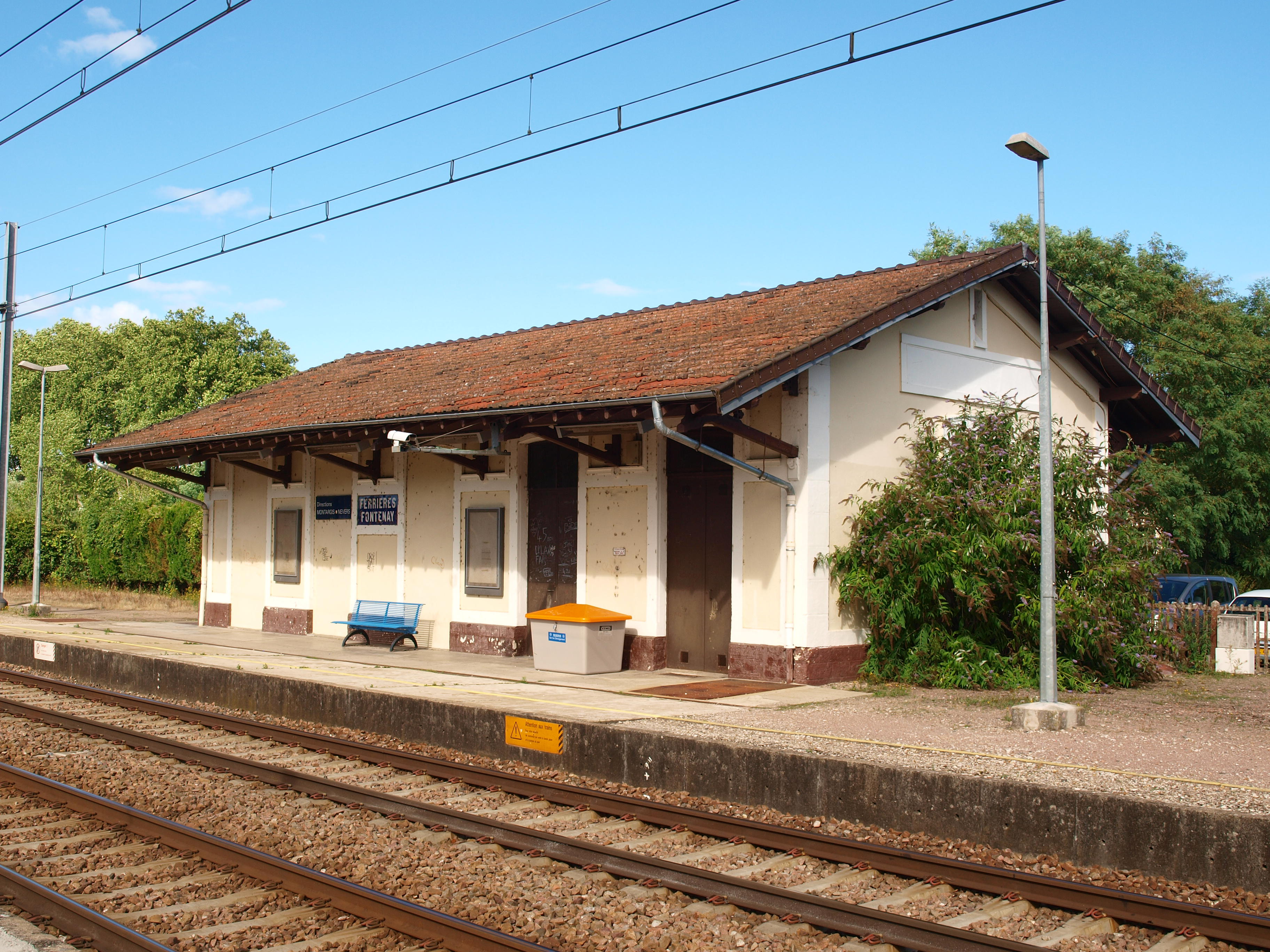
2013.